# We Are Never Ever Getting Back Together
"We Are Never Ever Getting Back Together" är en poplåt framförd av den amerikanska sångerskan och låtskrivaren Taylor Swift. Låten skrevs av Swift tillsammans med de svenska låtskrivarna Max Martin och Shellback, som även producerade den. Låten släpptes som den ledande singeln från Swifts kommande fjärde studioalbum Red den 14 augusti 2012 av Big Machine Records.

## Produktion
Efter att Swift hade skrivit alla låtar till albumet Speak Now helt själv valde hon att samarbeta med olika låtskrivare och producenter inför uppföljaren Red. Hon kontaktade Max Martin och Shellback, två låtskrivare och producenter vars arbete hon beundrade, för att diskutera ett eventuellt samarbete. Trion utformade konceptet för "We Are Never Ever Getting Back Together" oavsiktligt efter att en vän till Swifts ex-pojkvän kom till inspelningsstudion och pratade om ryktena att Swift och hennes tidigare flamma skulle ha återförenats. När vännen hade gått frågade Martin och Shellback om Swift kunde utveckla sig kring detaljerna om förhållandet, vilket hon beskrev som att "göra slut, återförenas, göra slut, återförenas, ugh, det värsta". Martin föreslog då att de skulle skriva om incidenten.

## Musikvideo
En musikvideo till låten hade premiär natten till den 31 augusti 2012, klockan 01:49 svensk tid på MTV:s webbplats. Efter första visningen av videon avslöjade Swift att den hade spelats in under endast en tagning och att de fick slita av henne kläderna bakom scenen vid varje klädbyte.

## Låtlista
Digital nedladdning
1. "We Are Never Ever Getting Back Together"  – 3:11

## Topplistor och certifikat

### Topplistor
| Lista (2012)                       | Topplacering |
| ---------------------------------- | ------------ |
| Australien (ARIA)                  | 3            |
| Belgien (Ultratop 50 Flandern)     | 38           |
| Belgien (Ultratip Vallonien)       | 29           |
| Danmark (Tracklisten)              | 18           |
| Frankrike (SNEP)                   | 108          |
| Irland (IRMA)                      | 4            |
| Japan (Japan Hot 100)              | 17           |
| Kanada (Canadian Hot 100)          | 1            |
| Nederländerna (Nederlandse Top 40) | 16           |
| Norge (VG-lista)                   | 7            |
| Nya Zeeland (RIANZ)                | 1            |
| Schweiz (Swiss Music Charts)       | 45           |
| Spanien (PROMUSICAE)               | 32           |
| Storbritannien (UK Singles Chart)  | 4            |
| Sverige (Sverigetopplistan)        | 16           |
| Tjeckien (IFPI)                    | 37           |
| USA (Adult Contemporary)           | 11           |
| USA (Billboard Hot 100)            | 1            |
| USA (Country Songs)                | 13           |
| USA (Pop Songs)                    | 8            |
| Venezuela (Record Report)          | 101          |

### Certifikat
| Land        | Certifikat |
| ----------- | ---------- |
| Australien  | Platina    |
| Kanada      | Platina    |
| Nya Zeeland | Platina    |
| USA         | 2x Platina |